# Kbang, Gia Lai
Kbang là xã thuộc tỉnh Gia Lai, Việt Nam.
Thị trấn Kbang có diện tích 20,87 km², dân số năm 2006 là 13.510 người, mật độ dân số đạt 647 người/km².